# Dengkou

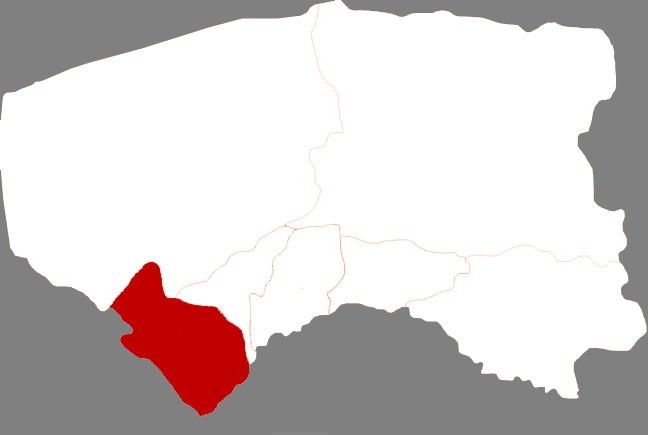
Lage Dengkous in der bezirksfreien Stadt Bayan Nur

Der Kreis Dengkou (chinesisch 磴口县, Pinyin Dèngkǒu Xiàn; mongolisch ᠳ᠋ᠧᠩᠺᠧᠦ ᠰᠢᠶᠠᠨ Dėŋḵėü siyan) ist ein Kreis der bezirksfreien Stadt Bayan Nur im Westen des Autonomen Gebiets Innere Mongolei im Norden der Volksrepublik China. Er hat eine Fläche von 4.167 km² und zählt 120.000 Einwohner. Sein Hauptort ist die Großgemeinde Bayangol (巴彦高勒镇).
Die Stätte der alten Kommandantur Shuofang (Shuofang jun gucheng 朔方郡故城) aus der Zeit der Han-Dynastie steht seit 2006 auf der Liste der Denkmäler der Volksrepublik China (6-35).

## Photovoltaikanlage-Anlage Dengkou
In der Ulanbuh-Wüste im Kreis Dengkou ist auf 1733 ha eine Solarstromanlage von riesigen Ausmaßen im Bau (Stand 2024). Nach Fertigstellung soll die Anlage jährlich 1,65 Milliarden Kilowattstunden elektrische Energie im Wert von 467 Millionen Yuan (65,69 Millionen US$) liefern. Als positiver Nebeneffekt der Anlage wurde beobachtet, dass die Solarpaneele die Verdunstung in der bislang weitgehend vegetationslosen Wüste vermindert und das Wachstum verschiedener Pflanzen ermöglicht haben. Die Anlage soll das Äquivalent von 1,72 Millionen Tonnen CO2 jährlich einsparen, entsprechend der Verbrennung von 672.700 t Kohle. Im September 2024 wurde mit dem Bau eines 605-MW-Energiespeichers – der bis dato größte in China – vor Ort begonnen. Es sollen Lithium-Eisenphosphat- (Gesamtkapazität 505 MW) und Vanadium-Redox-Akkumulatoren (Gesamtkapazität 100 MW) dafür genutzt werden.